# Grand Prix 70. výročí 2020
Grand Prix 70. výročí 2020 (oficiálně Emirates Formula 1 70th Anniversary Grand Prix 2020) se jela na okruhu Silverstone v Silverstonu ve Velké Británii dne 9. srpna 2020. Závod byl pátým v pořadí v sezóně 2020 šampionátu Formule 1.

## Kvalifikace
| Poř.                       | No. | Jezdec             | Konstruktér               | Časy v kvalifikaci | Časy v kvalifikaci | Časy v kvalifikaci | Pořadí na startu |
| Poř.                       | No. | Jezdec             | Konstruktér               | Q1                 | Q2                 | Q3                 | Pořadí na startu |
| -------------------------- | --- | ------------------ | ------------------------- | ------------------ | ------------------ | ------------------ | ---------------- |
| 1                          | 77  | Valtteri Bottas    | Mercedes                  | 1:26.738           | 1:25.785           | 1:25.154           | 1                |
| 2                          | 44  | Lewis Hamilton     | Mercedes                  | 1:26.818           | 1:26.266           | 1:25.217           | 2                |
| 3                          | 27  | Nico Hülkenberg    | Racing Point-BWT Mercedes | 1:27.279           | 1:26.261           | 1:26.082           | 3                |
| 4                          | 33  | Max Verstappen     | Red Bull Racing-Honda     | 1:27.154           | 1:26.779           | 1:26.176           | 4                |
| 5                          | 3   | Daniel Ricciardo   | Renault                   | 1:27.442           | 1:26.636           | 1:26.297           | 5                |
| 6                          | 18  | Lance Stroll       | Racing Point-BWT Mercedes | 1:27.187           | 1:26.674           | 1:26.428           | 6                |
| 7                          | 10  | Pierre Gasly       | AlphaTauri-Honda          | 1:27.154           | 1:26.523           | 1:26.534           | 7                |
| 8                          | 16  | Charles Leclerc    | Ferrari                   | 1:27.427           | 1:26.709           | 1:26.614           | 8                |
| 9                          | 23  | Alexander Albon    | Red Bull Racing-Honda     | 1:27.153           | 1:26.642           | 1:26.669           | 9                |
| 10                         | 4   | Lando Norris       | McLaren-Renault           | 1:27.217           | 1:26.885           | 1:26.778           | 10               |
| 11                         | 31  | Esteban Ocon       | Renault                   | 1:27.278           | 1:27.011           |                    | 14               |
| 12                         | 5   | Sebastian Vettel   | Ferrari                   | 1:27.612           | 1:27.078           |                    | 11               |
| 13                         | 55  | Carlos Sainz Jr.   | McLaren-Renault           | 1:27.450           | 1:27.083           |                    | 12               |
| 14                         | 8   | Romain Grosjean    | Haas-Ferrari              | 1:27.519           | 1:27.254           |                    | 13               |
| 15                         | 63  | George Russell     | Williams-Mercedes         | 1:27.757           | 1:27.455           |                    | 15               |
| 16                         | 26  | Daniil Kvjat       | AlphaTauri-Honda          | 1:27.882           |                    |                    | 16               |
| 17                         | 20  | Kevin Magnussen    | Haas-Ferrari              | 1:28.236           |                    |                    | 17               |
| 18                         | 6   | Nicholas Latifi    | Williams-Mercedes         | 1:28.430           |                    |                    | 18               |
| 19                         | 99  | Antonio Giovinazzi | Alfa Romeo Racing-Ferrari | 1:28.433           |                    |                    | 19               |
| 20                         | 7   | Kimi Räikkönen     | Alfa Romeo Racing-Ferrari | 1:28.493           |                    |                    | 20               |
| 107% času vítěze: 1:32.809 |     |                    |                           |                    |                    |                    |                  |
| Zdroj:                     |     |                    |                           |                    |                    |                    |                  |

Poznámky
1. ↑  Esteban Ocon obdržel trest posunu o 5 míst vzad za blokování George Russella během kvalifikace.

## Závod
| Poř.                                                                | No. | Jezdec             | Konstruktér               | Počet kol | Čas/Odstoupení       | Pořadí na startu | Body |
| ------------------------------------------------------------------- | --- | ------------------ | ------------------------- | --------- | -------------------- | ---------------- | ---- |
| 1                                                                   | 33  | Max Verstappen     | Red Bull Racing-Honda     | 52        | 1:19:41.993          | 4                | 25   |
| 2                                                                   | 44  | Lewis Hamilton     | Mercedes                  | 52        | +11.326              | 2                | 19   |
| 3                                                                   | 77  | Valtteri Bottas    | Mercedes                  | 52        | +19.231              | 1                | 15   |
| 4                                                                   | 16  | Charles Leclerc    | Ferrari                   | 52        | +29.289              | 8                | 12   |
| 5                                                                   | 23  | Alexander Albon    | Red Bull Racing-Honda     | 52        | +39.146              | 9                | 10   |
| 6                                                                   | 18  | Lance Stroll       | Racing Point-BWT Mercedes | 52        | +42.538              | 6                | 8    |
| 7                                                                   | 27  | Nico Hülkenberg    | Racing Point-BWT Mercedes | 52        | +55.951              | 3                | 6    |
| 8                                                                   | 31  | Esteban Ocon       | Renault                   | 52        | +1:04.773            | 14               | 4    |
| 9                                                                   | 4   | Lando Norris       | McLaren-Renault           | 52        | +1:05.544            | 10               | 2    |
| 10                                                                  | 26  | Daniil Kvjat       | AlphaTauri-Honda          | 52        | +1:09.669            | 16               | 1    |
| 11                                                                  | 10  | Pierre Gasly       | AlphaTauri-Honda          | 52        | +1:10.642            | 7                |      |
| 12                                                                  | 5   | Sebastian Vettel   | Ferrari                   | 52        | +1:13.370            | 11               |      |
| 13                                                                  | 55  | Carlos Sainz Jr.   | McLaren-Renault           | 52        | +1:14.070            | 12               |      |
| 14                                                                  | 3   | Daniel Ricciardo   | Renault                   | 51        | +1 kolo              | 5                |      |
| 15                                                                  | 7   | Kimi Räikkönen     | Alfa Romeo Racing-Ferrari | 51        | +1 kolo              | 20               |      |
| 16                                                                  | 8   | Romain Grosjean    | Haas-Ferrari              | 51        | +1 kolo              | 13               |      |
| 17                                                                  | 99  | Antonio Giovinazzi | Alfa Romeo Racing-Ferrari | 51        | +1 kolo              | 19               |      |
| 18                                                                  | 63  | George Russell     | Williams-Mercedes         | 51        | +1 kolo              | 15               |      |
| 19                                                                  | 6   | Nicholas Latifi    | Williams-Mercedes         | 51        | +1 kolo              | 18               |      |
| Ret                                                                 | 20  | Kevin Magnussen    | Haas-Ferrari              | 43        | Nedostatek pneumatik | 17               |      |
| Nejrychlejší kolo: Lewis Hamilton (Mercedes) – 1:28.451 (v kole 43) |     |                    |                           |           |                      |                  |      |
| Zdroj:                                                              |     |                    |                           |           |                      |                  |      |

Poznámky
1. ↑  Lewis Hamilton získal jeden bod za zajetí nejrychlejšího kola.
2. ↑  Kevin Magnussen obdržel penalizaci 5 sekund za nebezpečný návrat na trať. Trest nebyl uplatněn, jelikož odstoupil ze závodu

## Průběžné pořadí po závodě
Pohár jezdců
|        | Pořadí | Jezdec          | Body |
| ------ | ------ | --------------- | ---- |
|        | 1      | Lewis Hamilton  | 107  |
| 1      | 2      | Max Verstappen  | 77   |
| 1      | 3      | Valtteri Bottas | 73   |
| 1      | 4      | Charles Leclerc | 45   |
| 1      | 5      | Lando Norris    | 38   |
| Zdroj: |        |                 |      |

Pohár konstruktérů
|        | Pořadí | Konstruktér           | Body |
| ------ | ------ | --------------------- | ---- |
|        | 1      | Mercedes              | 180  |
|        | 2      | Red Bull-Honda        | 113  |
| 1      | 3      | Ferrari               | 55   |
| 1      | 4      | McLaren-Renault       | 53   |
|        | 5      | Racing Point-Mercedes | 41   |
| Zdroj: |        |                       |      |